# Productions de Nottz
Cet article présente la liste des productions musicales réalisées par Nottz.

## 1998
- D.V. Alias Khrist & Lord Have Mercy : Lyricist Lounge, Volume One
  - Holy Water

- Busta Rhymes : Extinction Level Event (Final World Front)
  - Everybody Rise
  - Where We Are About to Take It
  - Extinction Level Event (The Song of Salvation)

## 1999
- The Notorious B.I.G. : Born Again
  - Dangerous MCs featuring Snoop Dogg, Busta Rhymes & Mark Curry

- Artistes divers : Bande originale de Thicker Than Water
  - Thicker Than Blood (Fat Joe featuring Terror Squad)

- Artistes divers : Violator: The Album
  - Whatcha Come Around Here For? (Flipmode Squad)

## 2000
- Busta Rhymes : Anarchy
  - Get Out!!
  - A Trip Out of Town
  - Anarchy

- Rah Digga : Dirty Harriet
  - Showdown
  - The Last Word
  - Straight Spittin' Part II
  - What's Up Wit' That
  - Just For You

- Funkmaster Flex : 60 Minutes of Funk - The Mix Tape Volume IV
  - Uhhnnh (The Bad Seed)

- M.O.P. : Warriorz
  - Home Sweet Home featuring Lord Have Mercy

- Xzibit : Restless
  - U Know featuring Dr. Dre

## 2001
- Krumbsnatcha : Long Awaited - Snatcha Season Pt. 2
  - Blaze featuring Blackndekuh, Nottz & Spoon
  - Do U Wanna featuring Boogieman & Top Gun
  - Can't Get None featuring Lord Tariq
  - Hood Turn Hot
  - Killer In Me
  - Jungle
  - Take Your Pain Away

- Krumbsnatcha : Bande originale de Training Day
  - W.O.L.V.E.S. featuring M.O.P.

- Busta Rhymes : Genesis
  - Intro
  - Pass the Courvoisier
  - Bad Dreams

## 2002
- Snoop Dogg : Snoop Dogg Presents…Doggy Style Allstars Vol. 1
  - Don't Make A Wrong Move featuring Prodigy & Special Ed

- Scarface : The Fix
  - Keep Me Down

- Krumbsnatcha : Respect All Fear None
  - Oxygen featuring Boogieman

- 50 Cent : Guess Who's Back?
  - Be a Gentleman

## 2003
- G-Unit : Beg for Mercy
  - Footprints

- Kardinal Offishall : Firestarter Vol. 2: The F-Word Theory
  - Sick! featuring Bounty Killer

- Black Moon : Total Eclipse
  - Why We Act This Way?

- Craig G : This Is Now!!!
  - Now That's What's Up featuring Mr. Cheekz

- Pitch Black : Pitch Black Law
  - R You Ready 4 This?

## 2004
- KrumbSnatcha : Let The Truth Be Told
  - Do Me
  - Boston to VA featuring Fam-Lay
  - Thorough featuring Ghostface Killah & Solomon Childs
  - Get Live featuring D.M.P.
  - Never Grow Up

- Cassidy : Split Personality
  - Real Talk

- 213 : The Hard Way
  - Lonely Girl

- Ghostface Killah : The Pretty Toney Album
  - Be This Way
  - Tooken Back featuring Jacki-O

- Kardinal Offishall : Kill Bloodclot Bill
  - Gas

- D.M.P. : Nottz Presents D.M.P. The E.P.

## 2005
- Consequence : Caught Up in the Hype
  - Caught Up in the Hype

- Skillz : Confessions of a Ghostwriter
  - Imagine
  - S.K.I.L.L.Z. featuring Musiq Soulchild

- Canibus : Hip-Hop for Sale
  - It's No Other Than
  - Back Wit Heat
  - Show 'Em How
  - Dear Academy
  - I Gotcha

- Royce da 5'9" : Independent's Day
  - Politics featuring Cee-Lo
  - Blow Dat…

- D.M.P. : Nottz Presents D.M.P. The album

## 2006
- Hall of Justice : Soldiers of Fortune
  - Life of The Party (Little Brother featuring Carlitta Durand)

- Snoop Dogg : Tha Blue Carpet Treatment
  - That's That Shit featuring R. Kelly

- The Game : Doctor's Advocate
  - One Night

## 2007
- Sunshine Anderson : Sunshine at Midnight
  - My Whole Life

- Boot Camp Clik : Casualties of War
  - Bubblin' Up

- WC : Guilty by Affiliation
  - Jack & The Bean Stalk

- Swizz Beatz : One Man Band Man
  - Big Munny

- Kanye West : Graduation
  - Barry Bonds featuring Lil' Wayne (coproduit par Kanye West)

- Little Brother : Getback
  - Two-Step Blues

- Scarface : Made
  - Girl You Know

- Cassidy : B.A.R.S. The Barry Adrian Reese Story
  - I Get My Paper

## 2008
- Snoop Dogg : Ego Trippin'
  - Deez Hollywood Nights

- Dwele : Sketches of a Man
  - 'A Few Reasons

- AZ : Undeniable
  - Fire
  - Now I Know

- Game : L.A.X.
  - Cali Sunshine featuring Bilal
  - Ya Heard featuring Ludacris

- Kardinal Offishall : Not 4 Sale
  - Ill Eagle Alien

- Murs : Murs for President
  - Me and This Jawn
  - Think you know me
  - Better Than the best

- Termanology : Politics as Usual
  - Please Don't Go
  - Float
  - Drugs Crimes Gorillaz

- Scarface : Emeritus
  - Can't Get Right featuring Bilal
  - Still Here featuring Shateish

## 2009
- Asher Roth : Asleep in the Bread Aisle
  - Y.O.U. (Titre bonus Royaume-Uni) featuring Slick Rick

- Slaughterhouse : Slaughterhouse
  - Woodstock (Hood Hop) featuring M.O.P

- Finale : A Pipe Dream and a Promise
  - Jumper Cables
  - Brother's Keeper

- Skyzoo : The Salvation
  - Popularity
  - Maintain

- M.O.P : Foundation
  - I'm a Brownsvillain

- KRS-One & Buckshot - Survival Skills
  - One Shot featuring Pharoahe Monch

- Cormega : Born & Raised
  - What Did I Do

- Shafiq Husayn : En' A-Free-Ka (Nottz Remix)
  - Cheeba featuring Bilal

- Royce da 5'9 : Street Hop
  - Count for Nothing
  - Street Hop

- Rakim : The Seventh Seal
  - Man Above featuring Tracey Horton

- Snoop Dogg : Malice n Wonderland
  - Pimpin' Ain't EZ featuring R. Kelly

## 2010
- Snoop Dogg : More Malice
  - Protocol

- Dwele : W.ants W.orld W.omen
  - I Wish
  - Give Me a Chance

- Mayer Hawthorne : Compilation Stones Throw Records
  - I Need You (titre bonus)

- Bilal : Airtight's Revenge
  - Flying
  - Lost My Mind (titre bonus)

- Rah Digga : Classic

## 2011
- Pusha T : Fear of God II: Let Us Pray
  - Alone in Vegas

- Torae : For the Record
  - Thank You

- Strong Arm Steady : Arms & Hammers
  - All the Brothers featuring Chace Infinite, Talib Kweli, KRS-One & Planet Asia

- Reks - R.E.K.S. (Rhythmatic Eternal King Supreme)
  - Limelight

- Big Pooh : Dirty Pretty Things
  - Are You Ready featuring Torae
  - Ballad of the Son

- Asher Roth featuring Quan
  - SummerTime

- Royce da 5'9" : Success Is Certain
  - Merry Go Round
  - On the Boulevard' featuring Nottz & Adonis

- Snoop Dogg & Wiz Khalifa : Bande originale de Mac & Devin Go to High School
  - 6:30

## 2012
- Bow Wow : Yeah Yeah (featuring Lloyd Banks)